# Entente Démocratique
Entente Démocratique, Nederlands: Democratische Overeenkomst, was een parlementaire groepering in de Franse Assemblée nationale, die van 1958 tot 1962 bestond. Dat waren de eerste vier jaar van de Vijfde Franse Republiek. De groepering werd in 1958 nog voorafgegaan door de Formation Administrative des Non-Inscrits FANI. De groepering bestond uit centrum en centrumlinkse partijen, telde 33 leden en werd in 1962 door de Rassemblement Démocratique vervangen.
De Entente Démocratique bestond uit parlementariërs van de Parti Radical-Socialiste, van de Parti Libéral Européen en enkele onafhankelijke centrumlinkse leden van het parlement, van de FANI.